# Carlo von Mühlenbrock
Carlo Alberto von Mühlenbrock Pinto (Santiago, 15 de octubre del 1971) es un chef chileno conocido por aparecer en varios programas de televisión como cocinero, jurado y animador.

## Biografía
Carlo von Mühlenbrock con su carisma y talento ha marcado presencia en la cultura gastronómica chilena, su carrera profesional se ha basado en el amor por la cocina y el respeto a las tradiciones culinarias de cada pueblo. Sus primeras incursiones lo llevan a Perú, donde trabajó con el premiado chef Jean Patrick Sibadon en el restaurante La Reserve de Jean, aquí aprende la importancia de la cocina tradicional de clase mundial.
Sus estudios los cursó en la Escuela de Hostelería, Turismo y Gastronomía de Inacap, donde se tituló de Técnico en nivel superior de Cocina Internacional. Sin embargo, el sofisticado estilo de su cocina proviene de los conocimientos adquiridos en la reconocida escuela de artes culinarias “Le Cordon Bleu” de París, donde estudió durante sus años de juventud.
Su incursión en la televisión fue en 1995 en el programa Buenos días a todos de Televisión Nacional de Chile, donde realizaba apariciones como cocinero matutino. Luego de un par de años su carrera televisiva da un salto al convertirse en el animador del matinal de Mega, Mucho Gusto. Desde entonces, ha participado en diversos programas de televisión en canales nacionales como internacionales, desempeñando funciones de cocinero, conductor y juez. Actualmente, se le puede ser en el canal de televisión por cable Canal 13c con su programa Carlo Cocina.
Carlo ha participado en una serie de campañas que motivan el estilo de vida sano, siendo unos de los principales rostros del programa de Gobierno de Chile Elige vivir Sano, el cual busca mejorar los hábitos alimenticios de entre todos los rangos etarios de los chilenos. Sumado a lo anterior, Carlo ha sido por años el Mánager Gastronómico del Laboratorio NutriGourmet de la Clínica UC San Carlos de Apoquindo, en donde trabaja junto a un cuerpo médico experto creando minutas que promueven una alimentación sana y entretenida a sus pacientes.

### Vida personal
Mientras vivía en Lima se casó con una ciudadana peruana, pero a los dos años de matrimonio se separa. Luego se casa con Carolina Cantallopts, madre de sus hijos. Carlo es padre de cinco hijos (tres mujeres y dos hombres).

## Libros
| Año  | Libro                                       |
| ---- | ------------------------------------------- |
| 2003 | Cocina fácil con Carlo                      |
| 2005 | Cocina carnes                               |
| 2006 | Cocina dulce                                |
| 2010 | Manos del Sur                               |
| 2014 | Cocina en familia con Carlo von Mühlenbrock |
| 2017 | Cocina que emprende                         |

## Programas de televisión
| Año       | Programa                | Canal         | Función         |
| --------- | ----------------------- | ------------- | --------------- |
| 1995      | Buenos días a todos     | TVN           | Cocinero        |
| 2002-2004 | Mucho Gusto             | Mega          | Conductor       |
| 2003      | Cocina Regional Chilena | Elgourmet.com | Conductor, Chef |
| 2005      | La Movida               | Canal 13      | Conductor       |
| 2005      | Tarde Libre             | Canal 13      | Conductor, Chef |
| 2006      | Viva la Mañana          | Canal 13      | Conductor       |
| 2009      | Recomiendo Chile        | Canal 13      | Conductor       |
| 2010      | Carlo Cocina            | CNN (Chile)   | Conductor, Chef |
| 2015      | Carlo Cocina            | Canal 13c     | Conductor, Chef |
| 2014      | Top Chef                | TVN           | Juez            |
| 2016      | Cocineros chilenos      | Chilevisión   | Conductor, Chef |
| 2017      | Vive Nórdico            | Canal 13c     | Conductor       |
| 2018      | El Gran Bartender       | Mega, Telefé  | Juez            |

## Restaurantes

### Osadía

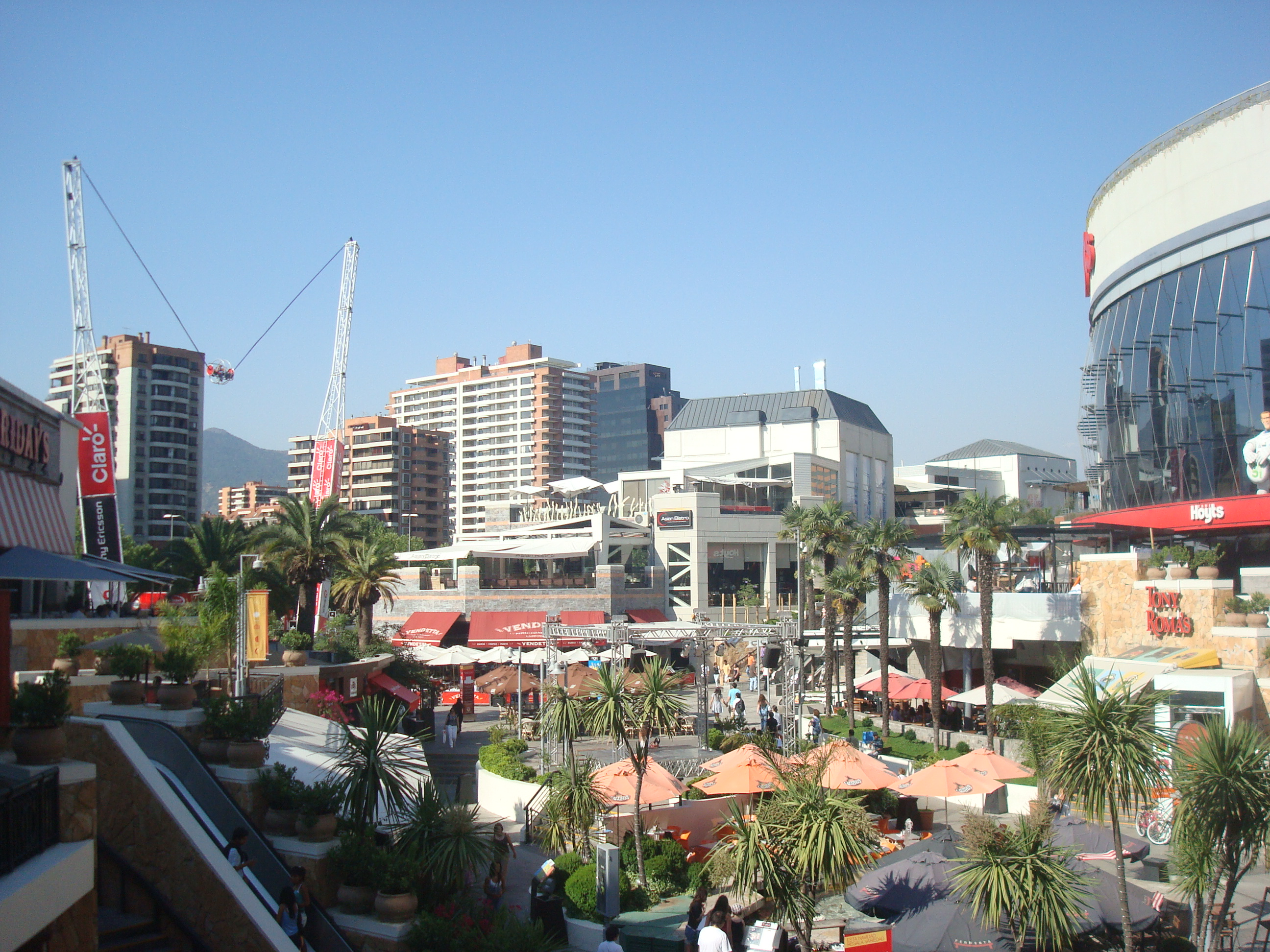
Bulevar Parque Arauco, lugar donde está ubicado Carlo Cocina Mercado Gourmet.

Osadía Restorán es sinónimo de elegancia, delicadeza y placer a los sentidos, lo cual invita a disfrutar de sus preparaciones y donde cada detalle está pensado para que sus clientes encuentren lo que buscan.
Dentro del "Soho" de Santiago, está ubicado en una casona de estilo francés en Vitacura, donde el chef Carlo von Mühlenbrock plantea un desafío lleno de sabor, inspirado en la cocina mediterránea pero como es clásico del chef, rescatando lo mejor de la cocina tradicional chilena y sus productos del mar pacífico. La carta del restaurante se renueva constantemente, siendo esta la mejor prueba de que en osadía están siempre preocupados de sorprender a sus clientes con nuevas ideas.

### Carlo Cocina Mercado Gourmet
Ubicado en el Bulevar del Mall Parque Arauco, Carlo Cocina Mercado Gourmet nace de la intención de mostrar lo mejor del Chile culinario y diverso desde el norte al sur del país, con gran variedad de productos donde nadie queda fuera, donde se pueden encontrar productos locales en todas las góndolas del mercado. Se invitación a vivir una experiencia real, desde que toma utensilios fabricados por artesanos mapuches hasta que prueba los platos manufacturados desde Carlo Cocina Mercado Gourmet.
La experiencia de compra en Carlo Cocina Mercado Gourmet es bastante parecida a un autoservicio gourmet, la persona se dirige a la estación culinaria que le interesa y le pide al chef bartender el bocado que quiere probar, el sistema de pago es a través de una tarjeta que el mismo mercado entrega a los clientes.

## Premios

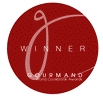
Gourmand World Cookbook Awards premió el libro Cocina en familia.

- 2000 - "Chef del Año 2000" por el Círculo de Cronistas Gastronómicos de Chile.
- 2010 - Manos del Sur gana "Publicación del año" en el Círculo de Cronistas Gastronómicos de Chile.[16]

- 2015 - Cocina en familia ganó el tercer lugar en los Gourmand World Cookbook Awards en la categoría “Chef extranjeros”.[17]

- 2018 - Carlo Cocina gana el premio "Aporte a la Cocina desde los Medios" en los Premios Fuego.[18]